# Andoni Gorosabel
Andoni Gorosabel Espinosa (Arrasate, 4 augustus 1996) is een Spaans voetballer die doorgaans speelt als rechtsback. In juli 2024 verruilde hij Deportivo Alavés voor Athletic Club.

## Clubcarrière
Gorosabel speelde in de jeugd van Aretxabaleta, voor hij in 2010 terechtkwam in de jeugdopleiding van Real Sociedad. Na voor het derde elftal te hebben gespeeld, werd hij verhuurd aan Beasain. Het seizoen 2016/17 bracht hij opnieuw op huurbasis door; ditmaal bij Real Unión.
Na zijn terugkeer van die club ging de rechtsback in het tweede team spelen, alvorens hij op 21 september 2017 zijn debuut maakte in de hoofdmacht, toen met 3–0 verloren werd van Levante in de Primera División. De treffers kwamen dit duel van Chema Rodríguez, José Luis Morales en Enis Bardhi. Gorosabel mocht van coach Eusebio Sacristán in de basis beginnen en hij werd halverwege de tweede helft naar de kant gehaald ten faveure van Álvaro Odriozola. Gorosabel zette in juni 2020 zijn handtekening onder een nieuwe verbintenis bij Sociedad, die zou lopen tot en met het seizoen 2023/24. Op 3 april 2021 won hij met Sociedad de finale van de uitgestelde Copa del Rey van het seizoen 2019/20. In deze wedstrijd werd door een doelpunt van Mikel Oyarzabal afgerekend met Athletic Club. Gorosabel mocht van trainer Imanol Alguacil in de basis beginnen en werd in de blessuretijd van de tweede helft afgelost door Aritz Elustondo.
In augustus 2023 verkaste Gorosabel voor een bedrag van circa vijfhonderdduizend euro naar Deportivo Alavés, waar hij voor een jaar tekende. Nadat zijn contract bij Alavés was afgelopen, nam Athletic Club hem over.

## Clubstatistieken
| Seizoen | Club             | Competitie         | Competitie | Competitie | Beker | Beker | Internationaal | Internationaal | Totaal | Totaal |
| Seizoen | Club             | Competitie         | Wed.       | Dlp.       | Wed.  | Dlp.  | Wed.           | Dlp.           | Wed.   | Dlp.   |
| ------- | ---------------- | ------------------ | ---------- | ---------- | ----- | ----- | -------------- | -------------- | ------ | ------ |
| 2015/16 | Real Sociedad    | Primera División   | 0          | 0          | 0     | 0     | —              | —              | 0      | 0      |
| 2016/17 | → Real Unión     | Segunda División B | 29         | 1          | 0     | 0     | —              | —              | 29     | 1      |
| 2017/18 | Real Sociedad B  | Segunda División B | 25         | 1          | —     | —     | —              | —              | 25     | 1      |
| 2017/18 | Real Sociedad    | Primera División   | 2          | 0          | 1     | 0     | 2              | 0              | 5      | 0      |
| 2018/19 | Real Sociedad    | Primera División   | 7          | 0          | 0     | 0     | —              | —              | 7      | 0      |
| 2019/20 | Real Sociedad    | Primera División   | 14         | 0          | 5     | 0     | —              | —              | 19     | 0      |
| 2020/21 | Real Sociedad    | Primera División   | 32         | 0          | 2     | 0     | 6              | 0              | 40     | 0      |
| 2021/22 | Real Sociedad    | Primera División   | 32         | 0          | 2     | 0     | 6              | 0              | 40     | 0      |
| 2022/23 | Real Sociedad    | Primera División   | 27         | 0          | 3     | 0     | 5              | 0              | 35     | 0      |
| 2023/24 | Deportivo Alavés | Primera División   | 36         | 1          | 1     | 0     | —              | —              | 37     | 1      |
| 2024/25 | Athletic Club    | Primera División   | 0          | 0          | 0     | 0     | 0              | 0              | 0      | 0      |
| Totaal  | Totaal           | Totaal             | 204        | 3          | 14    | 0     | 19             | 0              | 237    | 3      |

Bijgewerkt op 22 juli 2024.

## Erelijst
| Copa del Rey | 1 | 2019/20 |